# Rom klockan 11
Rom klockan 11 (italienska: Roma ore 11) är en italiensk dramafilm från 1952 av Giuseppe De Santis. Den har kallats ett av den italienska neorealismens mästerverk för sin brutalt uppriktiga skildring av de italienska arbetarnas och särskilt kvinnornas svåra situation i det tidiga 1950-talets Rom.

## Handling
Handlingen följer detaljerat det verkliga händelseförloppet såsom det kartlades av Elio Petri (se avsnitten "Bakgrund" och "Om filmen" nedan).
När det gäller de inblandade individernas berättelser om händelsen och sina liv har deras verkliga namn ersatts av fiktiva. Filmen lyfter fram några utvalda kvinnors berättelser. Kvinnan som dödas i olyckan heter i filmen Cornelia Riva och spelas av Maria Grazia Francia. En annan vars berättelse lyfts fram i filmen är Luciana Renzoni (Carla Del Poggio), som i likhet med sin man Nando (Massimo Girotti) är långtidsarbetslös, och i desperation lurar sig förbi den långa kön med en list. Hennes bedrägliga agerande resulterar i ett mycket fysiskt tumult när hon efteråt försöker ta sig ut förbi sina uppretade medsystrar, och det är under hennes "gatlopp" neråt som trappan plötsligt ger vika. Luciana blir därför omsider övertygad om att det som har skett är hennes fel och drabbas av en stark ångest som nästan driver henne till självmord i samband med ett polisförhör om händelsen.
Ytterligare en av kvinnorna vars liv totalt förändras av olyckan är hembiträdet Angelina (Delia Scala) som har tröttnat på att bli hunsad av sin arbetsgivare och av en impuls ställt sig i kön för att söka ett nytt jobb. Hon skadas endast lindrigt men olyckan får henne att fatta ett avgörande beslut och hon säger upp sig med omedelbar verkan utan att ha ett nytt jobb att gå till. Det ger chansen till en annan ung kvinna (Maria Pia Trepaoli) som har rest ända från Viterbo för att söka tjänsten som maskinskriverska. Hon har klarat raset utan större skador och råkar bli vittne till Angelinas muntliga uppsägning. Hon anmäler sig omedelbart som Angelinas ersättare och blir därmed den enda i kön som denna katastrofala dag lyckas få ett jobb, fast inte som maskinskriverska utan som hembiträde.
Flera andra kvinnoöden skildras i filmen. Där finns den ogifta Adriana (Elena Varzi), en av de få i kön som inte är arbetslös, utan redan anställd på ett advokatkontor som maskinskriverska. När hon får frågan om varför hon vill byta jobb börjar hon gråta. Senare på sjukhuset gratuleras hennes far av läkaren för att dottern inte fick missfall och därigenom får han veta att hon är gravid, och något senare av henne själv att barnets far redan är gift. Där finns den prostituerade Caterina (Lea Padovani) som visserligen inte är utfattig men utled på det liv hon lever och söker den betydligt sämre betalda tjänsten som maskinskriverska för att hon vill leva ett anständigt liv.
I filmens slutscen ställer sig Gianna (Eva Vanicek), som genom att övernatta utanför porten blev den första i kön, åter vid porten för att tillbringa ännu en natt där. Hon vägrar att ge upp och resonerar som så att tjänsten som maskinskriverska blev ju faktiskt inte tillsatt denna dag, men i morgon kanske?

## Rollista i urval
- Lucia Bosè – Simona
- Carla Del Poggio – Luciana Renzoni
- Maria Grazia Francia – Cornelia Riva
- Lea Padovani – Caterina
- Delia Scala – Angelina
- Elena Varzi – Adriana
- Raf Vallone – Carlo
- Massimo Girotti – Nando
- Paolo Stoppa – Claras far
- Armando Francioli – Romoletto
- Paola Borboni – Matilde
- Irène Galter – Clara
- Eva Vanicek – Gianna
- Checco Durante – Adrianas far
- Alberto Farnese – Augusto

## Bakgrund

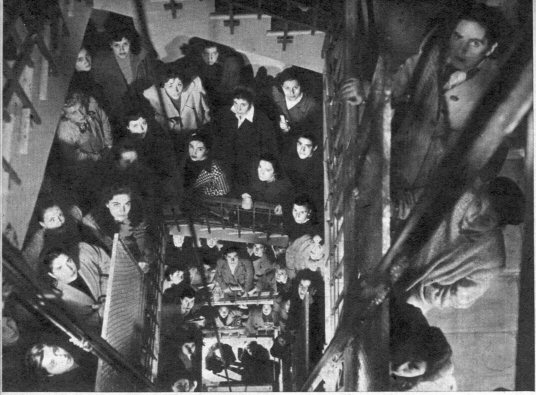
Scen ur filmen, klockan är strax 11.

Filmens handling bygger på en verklig händelse. I dagstidningen Il Messaggero publicerades söndagen 14 januari 1951 en platsannons gällande en ledig tjänst som maskinskriverska. I annonsen efterlystes en ung, välartad och mycket arbetsvillig kvinna med aktuella kunskaper i maskinskrivning. Intresserade uppmanades inställa sig på adressen Via Savoia 31, våning nr 5 (3 trappor upp), på måndagen klockan 10–11 och 16–17.
Klockan 10 på måndag förmiddag stod mer än 200 kvinnor i åldersspannet 16–31 år i kö utanför porten till Via Savoia 31. Vädret var regnigt och kyligt, ingen ville stå utomhus och vänta på sin tur. Samtliga trängde sig in i trapphuset. Anställningsintervjuerna började men det gick långsamt. Chefen för det aktuella företaget meddelade efter en stund att det inte var någon mening att mer än 30–40 av kvinnorna stannade kvar eftersom man ändå inte skulle hinna intervjua flera än så under dagen. Ingen av kvinnorna lämnade veterligen trapphuset av detta skäl. De längre bak i kön hoppades på att andra längre fram skulle tröttna och lämna sin plats.
Omkring klockan 11 – uppgifterna om exakt tid varierar – kollapsade trappans översta del och de som stod där föll handlöst med när trappan rasade över de kvinnor som stod under den sektionen en våning längre ner. Totalt drabbades 77 kvinnor av mer eller mindre omfattande skador. En av dem, 26-åriga Anna Maria Baraldi, avled efter några timmar på sjukhuset. Några fick men för livet. De flesta som hade behövt längre vårdtid skrev ut sig själva från sjukhuset efter en första omplåstring för att de inte hade råd att betala en sjukhusvistelse som skulle ha kostat 2300 lire per dygn.

## Om filmen

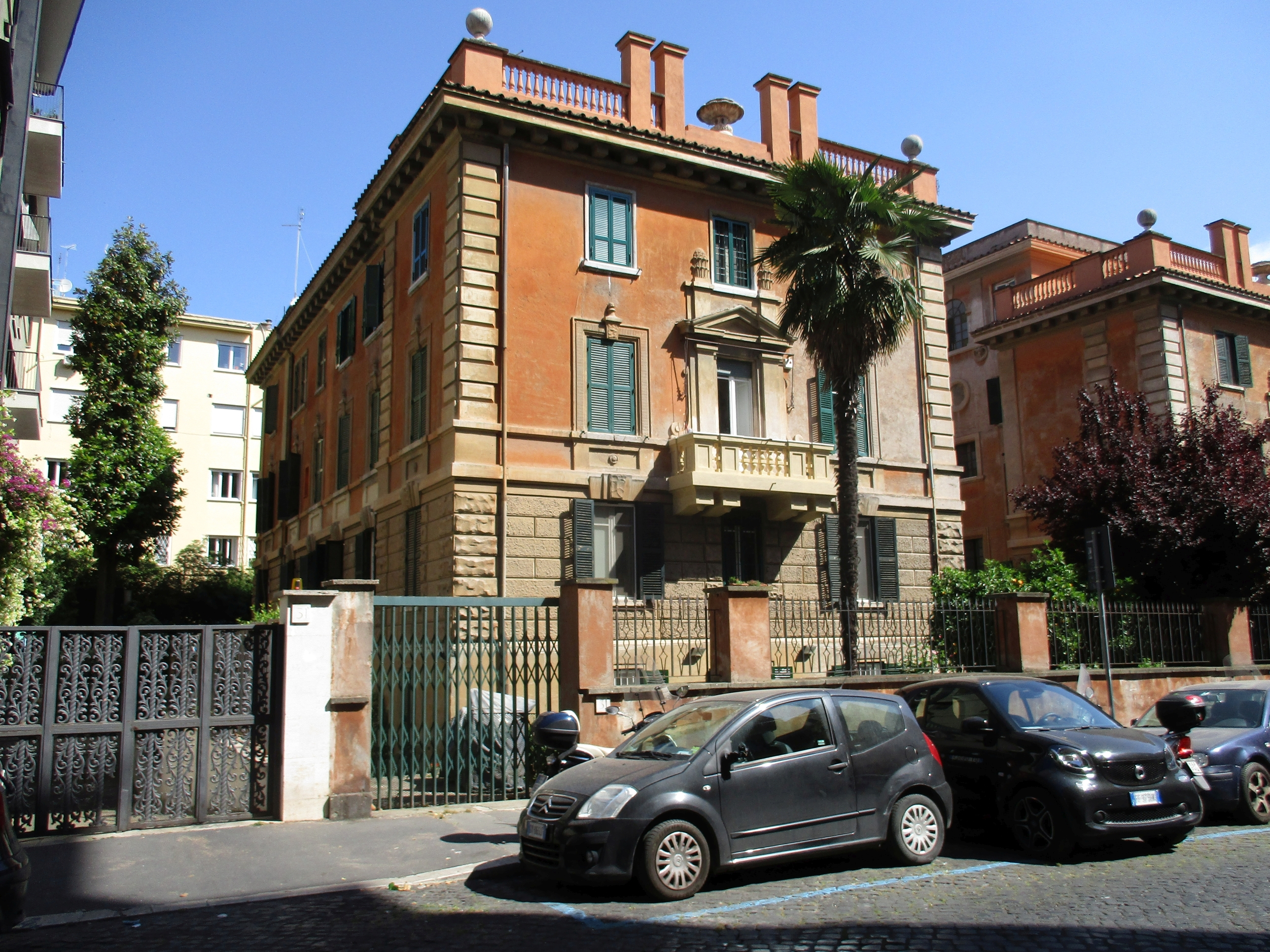
Via Savoia 31, i maj 2017. Här inträffade 1951 den olyckshändelse som filmen baseras på.

Redan samma eftermiddag läste filmregissören Giuseppe De Santis om händelsen i en dagstidnings extraupplaga. Senare på kvällen när han hörde fler detaljer på radion blev han mycket upprörd och bestämde sig för att göra en samhällskritisk men realistisk film om händelsen. Han ville veta vilka kvinnorna var och varifrån de kom, såväl i geografisk som social mening. Ytterst ville han kräva begripliga svar på frågorna varför över 200 arbetslösa kvinnor måste trängas i ett trapphus och bråka om sina platser i kön för en enda fast tjänst och varför samhället inte kunde stå för gratis vård till oskyldiga katastrofoffer. Han kontaktade sin vän Cesare Zavattini och delgav honom sin plan. Zavattini erbjöd sig att skriva manuset om någon annan samlade ihop och tillhandahöll faktaunderlaget. Den uppgiften åtog sig Elio Petri vars intervjuer med de drabbade kvinnorna blev underlag för manus till filmen och för Petris egen bok om händelsen som utkom 1956.

## Utgåvor
Filmen finns utgiven på DVD av Rai.